# Loch na Caoidhe
Loch na Caoidhe ist ein Süßwassersee in der schottischen Council Area Highland beziehungsweise der traditionellen Grafschaft Ross-shire.

## Geographie
Der See liegt in einer unbesiedelten Region der Highlands rund 30 Kilometer westlich von Muir of Ord im Strathconon Forest. Der erheblich größere Loch Monar liegt sechs Kilometer südwestlich, das Orrin Reservoir zehn Kilometer östlich.

## Beschreibung
Der langgezogene, schmale See liegt auf einer Höhe von 315 Metern über dem Meeresspiegel. Der Loch na Caoidhe besitzt eine Länge von 1,5 Kilometern bei einer maximalen Breite von etwa 320 Metern, woraus ein Uferumfang von vier Kilometern sowie eine Fläche von 29 Hektar resultieren. Die mittlere Seetiefe beträgt 6,0 Meter.
Als Hauptzufluss speist der Orrin das Volumen von 1.754.893 Kubikmetern. Das Einzugsgebiet des Loch na Caoidhe beträgt 1371 Hektar. Dort dominieren Berg-, Heide- und Graslandschaften. Er entwässert über den Orrin, der bei Urray in den Conon mündet.